# Solarkraftwerk Son Salomó

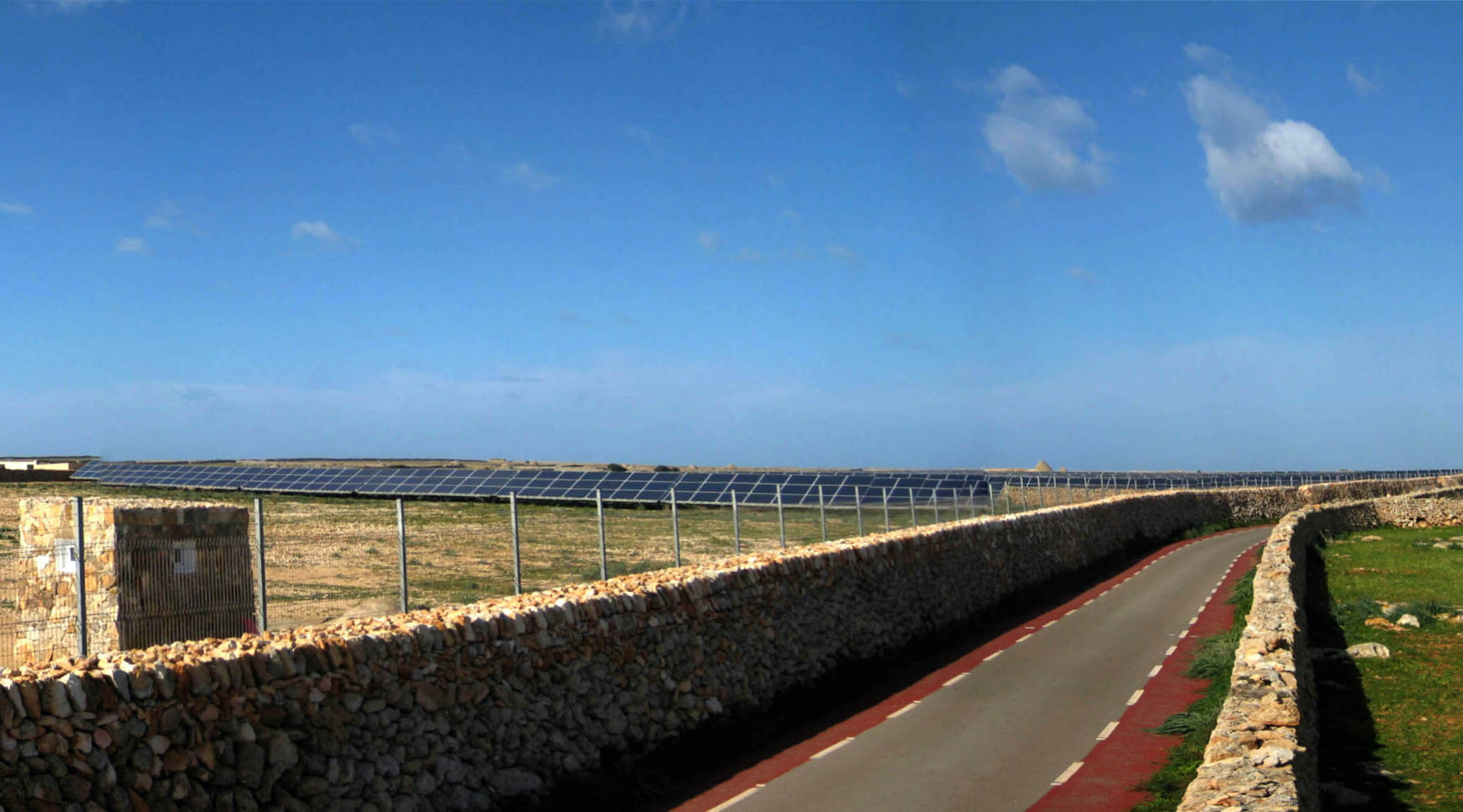
Solarkraftwerk Son Salomó (2009)

Das Solarkraftwerk Son Salomó befindet sich im Nordwesten der Baleareninsel Menorca, auf der gleichnamigen Finca, in der Nähe zur Straße zum Leuchtturm Faro de Punta Nati. Es war die erste Freiflächen-Solarstromanlage dieser Größe, die auf der Insel errichtet wurde.
Die auf rund 10 Hektar Gesamtfläche erbaute Anlage mit 15.000 Solarmodulen produziert rund 4 Megawatt-Peak (MWp) und ging 2008 ans Netz. Die Anlage erzeugt rund 5 % des gesamten Energiebedarfs der Insel. Die Anlage wurde vom menorquinischen Unternehmen Ona Energies errichtet. Zum Anschluss des Solarkraftwerkes wurde eine 15-kV-Leitung zum Umspannwerk Menorca errichtet. Betreiber ist die Firma Ceconat Renovables SL mit Sitz in Ciutadella. Finanziert wurde das Bauwerk von der Deutschen Bank.